# Molophilus (Molophilus) neopansus
Molophilus (Molophilus) neopansus is een tweevleugelige uit de familie steltmuggen (Limoniidae). De soort komt voor in het Neotropisch gebied.